# 13.ª Brigada de Infantería (Reino Unido)
La 13.ª Brigada de Infantería fue el ejército regular del ejército británico que estuvo en servicio activo durante la Primera y la Segunda Guerra Mundial.

## Primera Guerra Mundial
La 13.ª Brigada estuvo temporalmente bajo el mando de la 28.ª División entre el 23 de febrero y el 7 de abril de 1915, cuando fue reemplazada por la 84.ª Brigada de esa División y se trasladó a la 5.ª División regular. Sirvió en el frente occidental durante la mayor parte de la guerra, excepto por un breve período en Italia.

### Unidades componentes
Unidades componentes incluidas:
- 2.º Batallón, Borderers escoceses del rey
- 2.º Batallón, Duque de Wellington (Regimiento de Equitación del Oeste) (se fue en enero de 1916)
- 1.er Batallón, de la Reina (Regimiento Real de Kent del Oeste)
- 2.º Batallón, del Rey (Infantería Ligera de Yorkshire) (se fue en diciembre de 1915)
- 1/9.º (Ciudad de Londres) Batallón, Regimiento de Londres (ingresó en noviembre de 1914, se fue en febrero de 1915)
- 14.º Batallón (Servicio), Regimiento Real de Warwickshire (se unió en diciembre de 1915, se convirtió en Pioneros Divisionales en octubre de 1918)
- 15.º Batallón (Servicio), Regimiento Real de Warwickshire (se incorporó a enero de 1916, se disolvió en octubre de 1918)
- 16.º Batallón (de servicio), Regimiento Real de Warwickshire (ingresó en octubre de 1918)

## Segunda Guerra Mundial
La brigada fue enviada a Francia a mediados de septiembre de 1939, inicialmente como una formación independiente, donde pasó a formar parte de la Fuerza Expedicionaria Británica.
Después de la retirada de Francia, la brigada se reformó en el Reino Unido. En abril-mayo de 1942, la 13.ª Brigada, después de dejar el Reino Unido junto con el resto de la división, participó en los desembarcos en Vichy, que ocupaba la Madagascar francesa en 1942.

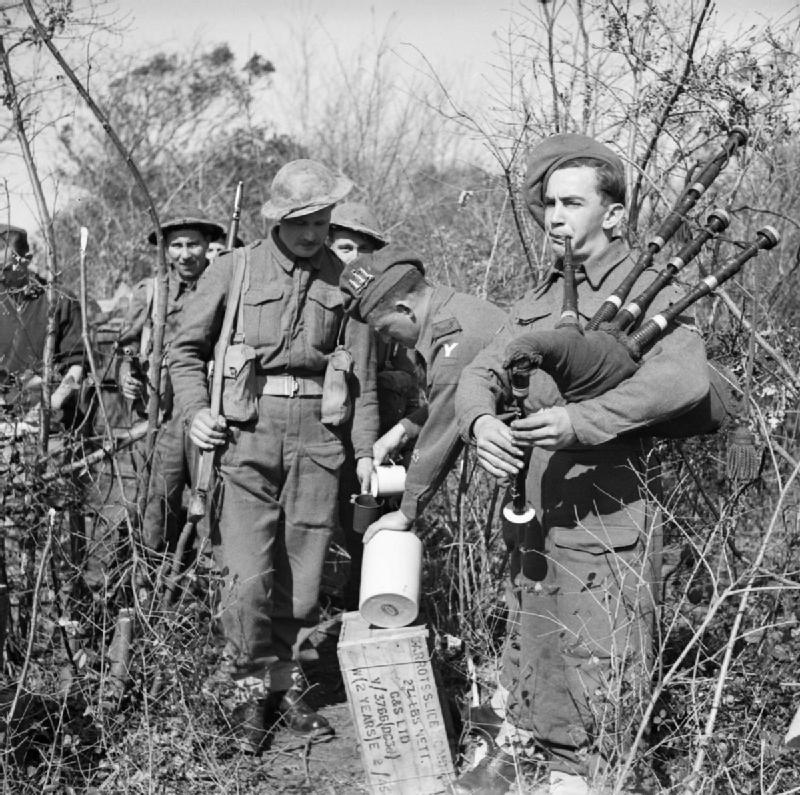
Mientras suena un flautista, se entrega una ración especial de ron a los hombres del 2.º Batallón, Fusileros Reales Inniskilling para conmemorar el Día de San Patricio en la cabeza de playa de Anzio, Italia, el 17 de marzo de 1944.

La brigada, con el resto de la 5.ª División de Infantería, luchó en la invasión aliada de Sicilia y la Campaña italiana donde el sargento Maurice Albert Windham Rogers del 2.º Batallón del Regimiento de Wiltshire recibió póstumamente la Cruz Victoria en 1944, la primera y única Cruz Victoria en ser otorgada a la brigada y división durante la Segunda Guerra Mundial.
En 1945 la 5.ª División de Infantería fue transferida al Segundo Ejército Británico para participar en las etapas finales de la Campaña del Noroeste de Europa donde invadieron Alemania.
La brigada formó parte de la 5.ª División durante la Segunda Guerra Mundial.

### Orden de batalla
La 13.ª Brigada se constituyó de la siguiente manera durante la guerra:
- 2.º Batallón, Cameronianos (rifles escoceses)
- 2.º Batallón, Fusileros Reales Inniskilling (hasta el 28 de septiembre de 1939, se reincorporó el 30 de noviembre de 1939, se fue el 14 de julio de 1944)
- 2.º Batallón, Regimiento de Wiltshire
- Compañía Antitanque de la 13a Brigada de Infantería (disuelta el 6 de enero de 1941)
- Compañía Especial de la 13a Brigada de Infantería (desde el 4 de mayo de 1943 hasta el 20 de junio de 1944)
- 5.º Batallón, Regimiento de Essex ( desde el 14 de julio de 1944 )

Entre el 23 de abril y el 19 de mayo de 1942, las siguientes unidades estuvieron bajo el mando de la brigada para operaciones en Madagascar:
- 91.er Regimiento de Campo, Artillería Real
- 252.ª Compañía de campo, Ingenieros Reales
- 13.ª Compañía de Brigada de Infantería, Cuerpo de Servicio del Ejército Real
- 164.ª Ambulancia de Campo, Cuerpo Médico del Ejército Real

## Comandantes
Los siguientes oficiales comandaron la 13.ª Brigada durante su existencia:
- General de división William F. Vetch: junio de 1902 a junio de 1906
- General de división Henry M. Lawson: junio de 1906 a mayo de 1907
- General de brigada Charles C. Monro: mayo de 1907 a enero de 1911
- General de brigada Thompson Capper: febrero de 1911-febrero de 1914
- General de brigada Gerald J. Cuthbert: febrero-octubre de 1914
- General de brigada William B. Hickie: octubre de 1914
- Brigadier-general Edward J. Cooper: diciembre de 1914-febrero de 1915
- General de brigada Robert Wanless O'Gowan: febrero-agosto de 1915
- General de brigada Charles CM Maynard: agosto-octubre de 1915
- General de brigada Lumley O. W. Jones: noviembre de 1915 a septiembre de 1918
- General de brigada Arthur T. Beckwith: septiembre de 1918-1919
- General de brigada T. Stanton Lambert: octubre de 1919-junio de 1921
- Brigadier William A. Blake: diciembre de 1926 a diciembre de 1930
- Brigadier David Forster: diciembre de 1930 a diciembre de 1934
- Brigadier John H. T. Priestman: diciembre de 1934 a septiembre de 1938
- Brigadier A. Reade Godwin-Austen: septiembre de 1938-enero de 1939
- Brigadier Henry B. D. Willcox: enero-noviembre de 1939
- Brigadier Miles C. Dempsey: noviembre de 1939-julio de 1940
- Brigadier Douglas N. Wimberley: julio-septiembre de 1940
- Brigadier Valentine C. Russell: septiembre de 1940 a mayo de 1943
- Brigadier Lorne M. Campbell: mayo de 1943-septiembre de 1944
- Brigadier Francis R. G. Matthews: septiembre-noviembre de 1944
- Brigadier William H. Lambert: noviembre de 1944-agosto de 1945
- Brigadier Robert W. M. de Winton: agosto de 1945-febrero de 1947